# Ärentuna landskommun
Ärentuna landskommun var en tidigare kommun i Uppsala län. 

## Administrativ historik
Kommunen inrättades i Ärentuna socken i Norunda härad i Uppland när 1862 års kommunalförordningar trädde i kraft 1863. 
Vid kommunreformen 1952 gick den upp i Vattholma landskommun, som 1971 uppgick i Uppsala kommun. 